# La madrina del Diablo
La madrina del Diablo es una película mexicana en la que debutó el cantante Jorge Negrete. María Fernanda Ibáñez es la coprotagonista e hija de Sara García quien había recomendado a Negrete para el que sería su primer estelar. La prensa publicitaria decía que hubo un romance entre ellos dos cuando en realidad Jorge salía con María Luisa Zea. María Fernanda murió tiempo después de tifoidea.

## Argumento
Carlos (Jorge Negrete) y María (María Fernanda Ibáñez) son separados por el padre de esta, siendo enviada a un convento y Carlos acusado de un crimen que no cometió. Carlos se fuga y secuestra a María del convento.

## Reparto
- Jorge Negrete como Carlos Durango
- María Fernanda Ibáñez María de los Angeles
- María Castañeda como Doña Lupe
- Ramón Pérez Díaz como Don Porfirio
- Julián Cisneros Tamayo como Pedro
- Miguel Manzano como Felipe
- Clementina Morín como Sor Teresa
- Jesús Ojeda como Usurero
- Consuelo Segarra como Doña Clotilde
- Carlos Fitten Varela como Pepito
- Enrique Gil como Jefe federal
- Francisco Pando como Un parroquiano
- Alfonso Bedoya como Cantinero
- Eduardo Chávez como Tenor

No acreditados
- Gustavo Aponte como Borracho
- Carlos L. Cabello como Miguel
- Alfredo F. Elizondo
- Pepe Nava como Borracho
- Aurora del Real
- David Valle González como Policía

## Premios
Esta película fue realizada antes de la creación de las academias de cine.